# Fatou Bensouda
Fatou Bom Bensouda (Banjul; 31 de gener de 1961) és una advocada gambiana, que va exercir com a Fiscal General i Ministra de Justícia a la República de Gàmbia. És fiscal de la Cort Penal Internacional des de juny de 2012, després d'haver servit com a fiscal adjunta a càrrec de la Divisió de la Fiscalia de la Cort Penal Internacional des de 2004.

## Biografia
Nascuda el 31 de gener de 1961 a Banjul en una família musulmana de la República de Gàmbia, després d'estudiar dret a Nigèria, on es va graduar a la Universitat de IFE com a llicenciada el 1986, va tornar al seu país natal l'any següent per treballar com a advocada i fiscal. Té a més a més un màster en Dret Marítim Internacional i Dret del Mar per l'Institut de Dret Marítim Internacional de Malta, cosa que en fa la principal experta en dret internacional marítim de Gàmbia.
Entre els anys 1987 i 2000, va ser successivament Consellera d'Estat, Fiscal General, Directora Adjunta del Ministeri Públic, Procuradora General, Secretària Jurídica de la República, Fiscal General i Ministra de Justícia en els primers anys del règim colpista de Yahya Jammeh a Gàmbia, fins que fou acomiadada. També va intervindre en les negociacions sobre el Tractat de la Comunitat Econòmica d'Estats de l'Àfrica Occidental CEDEAO, al Parlament d'Àfrica Occidental i el Tribunal ECOWAS. Ha estat delegada en conferències de les Nacions Unides sobre prevenció del delicte, a l'organització de les reunions ministerials de la Unitat Africana sobre Drets Humans, i com a delegada de Gàmbia davant les reunions de la Comissió Preparatòria de la Cort Penal Internacional. La carrera internacional de Bensouda com a funcionari no governamental va començar formalment al Tribunal Penal Internacional per a Ruanda, on el 8 d'agost de 2004 va ser escollida com a fiscal adjunta, amb una aclaparadora majoria de vots per l'Assemblea d'Estats de la Cort Penal Internacional. L'1 de novembre de 2004, Bensouda va jurar el seu càrrec. L'1 de desembre de 2011, l'Assemblea dels estats part del TPI va anunciar que s'havia arribat a un acord informal perquè Bensouda fos la successora de Luis Moreno-Ocampo com a Fiscal de la Cort Penal Internacional. Va ser elegida formalment per consens el 12 de desembre de 2011 i va començar el seu mandat com a Fiscal el juny de 2012, esdevenint la primera dona al capdavant de l'únic organisme permanent destinat a jutjar el genocidi i els crims de guerra contra la humanitat.
D'acord amb un informe del 6 de novembre de 2015 d'Associated Press, Bensouda va dictar que podrien haver-se donat crims de guerra en el vaixell Mavi Marmara el 2010, on vuit turcs desarmats i altres activistes turcs-americans van morir i uns altres en van resultar ferits per comandos israelians, però va descartar el cas per no ser prou greu com per ser examinat per la Cort Penal Internacional.

## Reconeixements
Bensouda ha estat guardonada amb diversos premis i reconeixements, entre els quals es poden esmentar el Premi Internacional de Juristes (2009), presentat pel president de l'Índia Pratibha Patil, amb motiu de les seves contribucions a la legislació penal, tant a nivell nacional com a internacional. La revista Time la va incloure en la llista de les cent persones més influents del món en l'edició anual de l'any 2012 i, la revista africana Jeune Afrique, la va incloure entre les quatre persones més influents a l'Àfrica en la categoria Societat Civil i una de les 100 personalitats africanes més influents del món.